# Compagnie des Autobus de Monaco
La CAM (acronimo di Compagnie des Autobus de Monaco) è una Società per azioni concessionaria del trasporto pubblico nel Principato di Monaco nata nel 1939. La Compagnia gestisce 5 linee ordinarie per un totale di 43 km, 142 fermate ordinarie, 34 autobus, 96 dipendenti, 704 corse giornaliere. Nel 2007 ha avuto 6,2 milioni di viaggiatori e ha percorso 1 milione di chilometri. Ha sede in Avenue du President J.F. Kennedy, 3.

## Linee bus

### Servizio ordinario
- 1 - Monaco Ville - Le Rocher ↔ Saint Roman
- 2 - Monaco Ville - Le Rocher ↔ Jardin Exotique
- 3 - Fontvieille Centre Commercial ↔ Hector Otto
- 4 - Fontvieille Centre Commercial ↔ Saint Roman
- 5 - Hopital ↔ Larvotto
- 6 - Fontvieille Centre Commercial ↔ Larvotto
- Bus de soirée (tutti i giorni dalle 21:20 alle 00:20) - Circolare con capolinea al Larvotto Bay Hotel

### Bus de Nuit
Dalle 22 alle 4 di notte di venerdì e sabato è in funzione un servizio notturno di autobus con partenze ogni ora sul seguente percorso:
- Larvotto → Casinò → Fontvieille → Monaco Ville → Jardin Exotique → Saint Roman → Larvotto

### Bateau Bus
Dalle 8:00 alle 19:50 è in servizio il Bateau Bus che collega via mare le due sponde del porto di Monaco.

## Parco veicoli
- Irisbus Europolis : 6 (dal 54 al 59; fine 2008/inizio 2009)
- Van Hool A308 L : 3 (dall'83 all'85; 1999 e 2000)
- Van Hool newA308 : 3 (dall'86 all'88; 2002 e 2003)

Quattro Gruau MG 50 (dal 50 al 53), un Gruau MG 36 (il nº 13) e altri tre Van Hool A308 L (dal nº 80 all'82).
- Renault PR112 : 3 (dal 27 al 29; 1996 e 1997)
- Van Hool A320 : 4 (32 e 33 nel 1998 e 1999; 134 (ex-34) e 135 (ex-35) nel 2002)
- Van Hool new A330 : 20 (136 (ex-36) e 137 (ex-37) nel 2004; dal 138 (ex-38) al 142 (ex-42) el 2005; dal 143 (ex-43) al 145 (ex-45) nel 2007; dal 100 al 105 nel 2008; dal 106 al 109 al 2009)

Quattro Van Hool A300 (dal nº 20 al 24), tre Renault PR112 (dal nº 24 al 26) e altri 2 Van Hool A320 (il nº 30 e 31).
- Temsa Opalin : 2 (il 72 e il 73; 2006)
- Temsa Box : 1 (nº 74; 2008)

### Nave
- 1 Bateau-bus électrique, un catamarano di 50 posti a energia solare[1].